# Mižerja
Single représentant la Croatie au Concours Eurovision de la chanson
Nebo
(2012) Lighthouse
(2016)
Mižerja (en français, « Misère ») est une chanson du groupe croate Klapa s Mora. Elle est connue pour être la chanson qui représente la Croatie au Concours Eurovision de la chanson 2013 qui a lieu à Malmö en Suède. Ce titre, écrit par Goran Topolovac, a été créé avant de trouver l'artiste qui allait l'interpréter lors du concours. La chanson sera en compétition lors de la première demi-finale le 14 mai 2013 pour obtenir une place en finale qui aura lieu le 18 mai.